# Grokster
A Grokster egy peer-to-peer elven működő fájlcserélő alkalmazás Windows-ra. A Kazaáéhoz hasonló kezelőfelülettel rendelkezik, s számos P2P hálózatban képes fájlokat keresni.
2003 áprilisában pert nyert Los Angeles szövetségi bíróságon Stephen Wilson ellen, aki a RIAA-t (Amerikai lemezkiadók szövetsége) és a filmipart képviselte, s bizonyítást nyert, hogy a fájlcserélő programjuk nem illegális. 2003. augusztus 20-án a döntés ellen fellebbeztek a Grokster ellenfelei.
2004. augusztus 21-én a Grokster és a Morpheus (újabb) pert nyert a lemezkiadók és a filmipar ellen. A bíróság ítélete szerint a Grokster és a Morpheus, mivel decentralizált hálózatot – azaz nem központi szervert – használt, nem tudta megakadályozni (még ha akarta volna sem), hogy a felhasználók illegálisan töltsenek le zenét, videót, vagy egyéb audiovizuális állományt. A Kazaa – várhatóan – ennyivel nem ússza meg, mivel az ő rendszerükben (FastTrack) egy központi szerverre kell bejelentkezni, ezáltal megakadályozható lenne a zenei és videoállományok letöltése.
A Grokster weboldal 2005. november 7-én egy bírósági határozat értelmében végleg bezárt.

## Külső hivatkozás
- A Grokster honlapja
- Az újabb győzelem híre